# Sociedade Esportiva Vila Aurora
Sociedade Esportiva Vila Aurora, oftast enbart Vila Aurora, är en fotbollsklubb från Rondonópolis i delstaten Mato Grosso i Brasilien. Klubben grundades den 5 maj 1964 och har per 2011 vunnit Campeonato Mato-Grossense vid ett tillfälle, 2005.